# Landgericht Cottbus

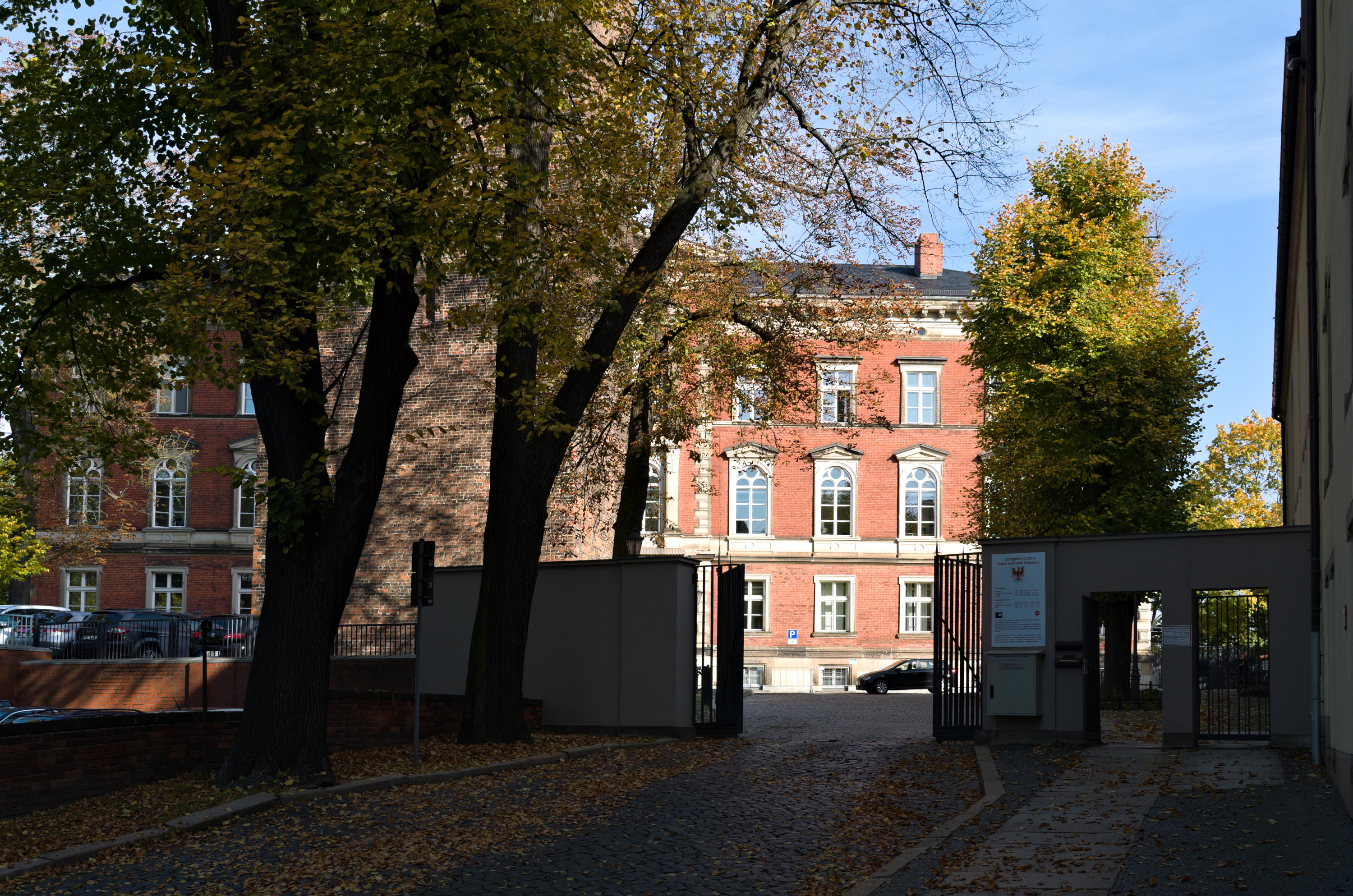
Landgerichtsgebäude mit Einfahrt. Im Vordergrund der Schlossturm (2019)

Das Landgericht Cottbus, niedersorbisch Krajne sudnistwo Chóśebuz, ist ein Gericht der ordentlichen Gerichtsbarkeit und eines von vier Landgerichten in Brandenburg. Es hat seinen Sitz in Cottbus. Das Gerichtsgebäude ist ein eingetragenes Baudenkmal in der Denkmalliste des Landes Brandenburg.

## Instanzenzug
Zum Gerichtsbezirk gehören die Amtsgerichte Bad Liebenwerda, Cottbus mit Zweigstelle Guben, Königs Wusterhausen (seit 1. Januar 2013), Lübben und Senftenberg. Dem Landgericht Cottbus ist das Brandenburgische Oberlandesgericht übergeordnet.

## Gerichtsgeschichte

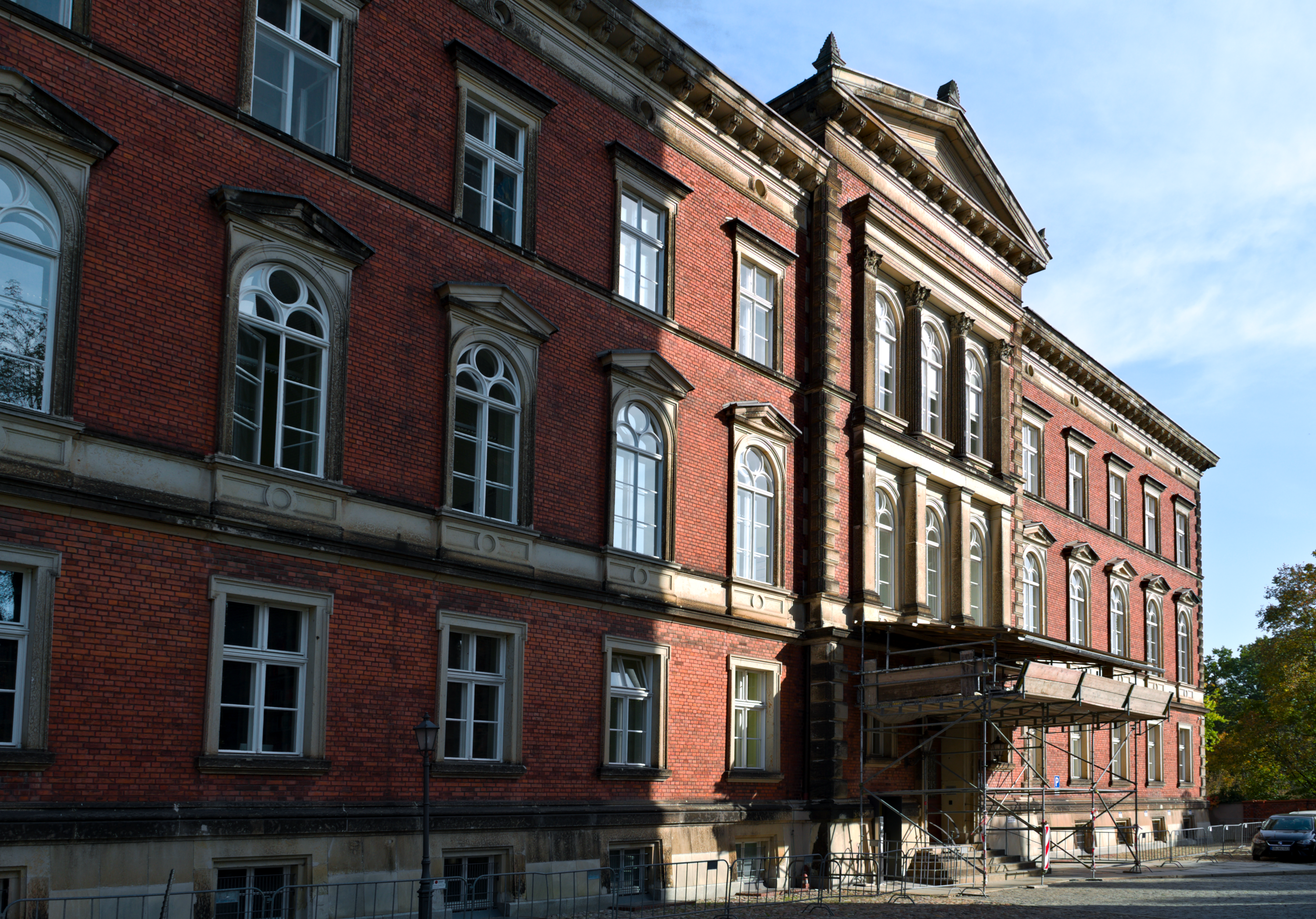
Ansicht der Fassade (2019)

Seit 1849 bestand das Kreisgericht Cottbus als Eingangsinstanz und war dem Appellationsgericht Frankfurt a. d. Oder nachgeordnet. Mit den Reichsjustizgesetzen wurde 1879 reichsweit eine einheitliche Struktur von Amts-, Land- und Oberlandesgerichten geschaffen. In Cottbus entstand das Landgericht Cottbus. Es befindet sich auf dem sogenannten Gerichtsberg. Zum damaligen Bezirk gehörten die Landkreise Cottbus, Spremberg, Luckau (überwiegend), Lübben (überwiegend) und Calau. Das Landgericht war eines von neun Landgerichten im Bezirk des Berliner Oberlandesgerichtes, welches weiter den Traditionsnamen Kammergericht führte. Auch Guben war Sitz eines eigenen Landgerichts. Dem Landgericht Cottbus waren folgende zwölf Amtsgerichte zugeordnet:
| Amtsgericht                           | Sitz         | Bezirk |
| ------------------------------------- | ------------ | --- |
| Amtsgericht Calau                     | Calau        | Kreis Calau ohne die Teile, die den Amtsgerichten Lübbenau und Senftenberg zugeordnet waren |
| Amtsgericht Cottbus                   | Cottbus      | Kreis Cottbus ohne die Teile, die dem Amtsgericht Peitz zugeordnet waren |
| Amtsgericht Dobrilugk                 | Dobrilugk    | aus dem Landkreis Luckau der Stadtbezirk Dobrilugk, die Amtsbezirke Dobrilugk, Fischwasser, Oppelhain und Schönborn sowie der Amtsbezirk Schilda ohne den Teil, der dem Amtsgericht Kirchhain zugeordnet war |
| Amtsgericht Finsterwalde              | Finsterwalde | aus dem Landkreis Luckau die Stadtbezirke Finsterwalde und Sonnenwalde, die Amtsbezirke Göllnitz, Grünhaus, Massen, Nehesdorf und Sallgast sowie die Gemeindebezirke Groß-Bahren, Klein-Bahren, Breitenau, Dabern, Goßmar, Möllendorf, Pießig und Presehna und die Gutsbezirke Clementinenhof, Möllendorf, Presehna und Schloss Sonnenwalde |
| Amtsgericht Kirchhain (Niederlausitz) | Kirchhain    | aus dem Landkreis Luckau der Stadtbezirk Kirchhain, der Amtsbezirk Kirchhain, der Amtsbezirk Sonnenwalde ohne den Teil, der dem Amtsgericht Finsterwalde zugeordnet war sowie die Gemeindebezirke Buckowin und Prietzen und der Gutsbezirk Vorwerk Prietzen aus dem Amtsbezirk Schilda                                                      |
| Amtsgericht Lieberose                 | Lieberose    | aus dem Landkreis Lübben der Stadtbezirk Lieberose, die Amtsbezirke Doberburg, Lieberose und Groß Muckrow sowie die Gemeindebezirke Butzen, Byhleguhre, Neu-Byhleguhre, Byhlen, Mochow und die Gutsbezirke Butzen, Byhlen und Mochow aus dem Amtsbezirk Straupitz                                                                           |
| Amtsgericht Lübben                    | Lübben       | Kreis Lübben ohne die Teile, die den Amtsgerichten Beeskow und Lieberose zugeordnet waren |
| Amtsgericht Lübbenau                  | Lübbenau     | aus dem Landkreis Calau die Stadtbezirke Lübbenau und Vetschau/Spreewald, die Amtsbezirke Lübbenau I, Kittlitz, Ragow, Tornow und Vetschau/Spreewald sowie den Amtsbezirk Lübbenau II ohne die Gemeindebezirke Bukow, Kalkwitz und Mlode und der Gutsbezirke Buckow, Kalkwitz und Mlode                                                     |
| Amtsgericht Luckau                    | Luckau       | Kreis Luckau ohne die Teile, die den Amtsgerichten Buchholz, Dobrilugk, Finsterwalde und Kirchhain zugeordnet waren |
| Amtsgericht Peitz                     | Peitz        | aus dem Landkreis Cottbus der Stadtbezirk Peitz und die Amtsbezirke Drachhausen, Jänschwalde, Ottendorf, Schmogrow, Tauer und Zinswiesen |
| Amtsgericht Senftenberg               | Senftenberg  | aus dem Landkreis Calau die Stadtbezirke Drebkau und Senftenberg sowie die Amtsbezirke Clettwitz, Drebkau, Grünhaus, Koschen, Laubst, Petershayn, Räschen, Saalhausen, Sedlitz, Senftenberg und Zschornegosda |
| Amtsgericht Spremberg                 | Spremberg    | Kreis Spremberg |

Der Landgerichtsbezirk hatte 1888 zusammen 233.697 Einwohner. Am Gericht waren ein Präsident, ein Direktor und sieben Richter tätig.
Nach dem Zweiten Weltkrieg arbeitete das Landgericht Cottbus weiter. Es wurden Brandenburg und Berlin gerichtlich getrennt und das Landgericht Cottbus nun dem Oberlandesgericht Potsdam zugeordnet. Im Rahmen der Reorganisation der brandenburger Gerichte kamen eine Reihe von Amtsgerichten benachbarter Landgerichte zu Landgericht Cottbus. Damit bestanden im Gerichtsbezirk zum 1. Juli 1947 folgende Amtsgerichte: Baruth, Beeskow, Calau, Cottbus, Dahme (Mark), Doberlug, Finsterwalde, Forst, Fürstenberg (Oder), Guben, Jüterbog, Kirchhain, Lieberose, Luckau, Luckenwalde, Lübben, Lübbenau, Märkisch Buchholz, Peitz, Senftenberg, Spremberg, Storkow.
In der DDR wurden 1952 die Landgerichte abgeschafft und durch Bezirksgerichte ersetzt. Für den Bezirk Cottbus entstand damit das Bezirksgericht Cottbus. Nach der Wende wurde die alte Gerichtsstruktur wieder hergestellt. Damit ging das das Landgericht Cottbus 1993 aus dem Bezirksgericht Cottbus neu hervor.

### NS-Zeit
In der NS-Zeit war das Landgericht Cottbus u. a. zuständig für die gerichtlichen Angelegenheiten des Zuchthauses Cottbus, das ab 1939 das Frauenzuchthaus für den Kammergerichtsbezirk Berlin war. Hier wurden insbesondere politische Gefangene, d. h. neben kommunistischen Widerständlern, z. B. der „Roten Kapelle“, viele Gegner des NS-Regimes, wie Frauen des Hamburger Zweigs der „Weißen Rose“ inhaftiert. Aber auch unpolitische Angeklagte saßen hier wegen geringster „Vergehen“ ein, z. B. 1942 eine jugendliche Haushaltsgehilfin einer Revierförsterei aus Staakow (Kr. Lübben), weil sie, entgegen der Regelungen des Umgangs mit Kriegsgefangenen, einen französischen Kriegsgefangenen geküsst hatte. Während der NS-Zeit war Otto Pecher zunächst Gerichtsassessor beim Landgericht Cottbus, 1934 erhielt er dort eine Planstelle als Landgerichtsrat. Im Oktober 1944 wurde er zum Landgerichtsdirektor befördert.

### Nachkriegszeit
Der Oberstaatsanwalt beim Landgericht Cottbus war auch nach dem Krieg von 1946 bis 1952 mit dem Zuchthaus Cottbus befasst, und zwar bezüglich Anklagen gegen das NS-Personal des Gefängnisses. Die Verfahren verliefen allerdings schleppend. Sie wurden schließlich eingestellt, weil die meisten der Angeklagten nach Westdeutschland geflüchtet waren und nicht an die die Strafverfolgungsbehörden der Sowjetischen Besatzungszone ausgeliefert wurden.

## Präsidenten
- Simon Welten, ab Juli 2020[11]
- Ramona Pisal (2016–2020)
- Klaus-Christoph Clavée (2010–2015)
- Bernd Walter (2004–2010)[12]
- Busso von Bismarck (1883–1887)

## Architektur

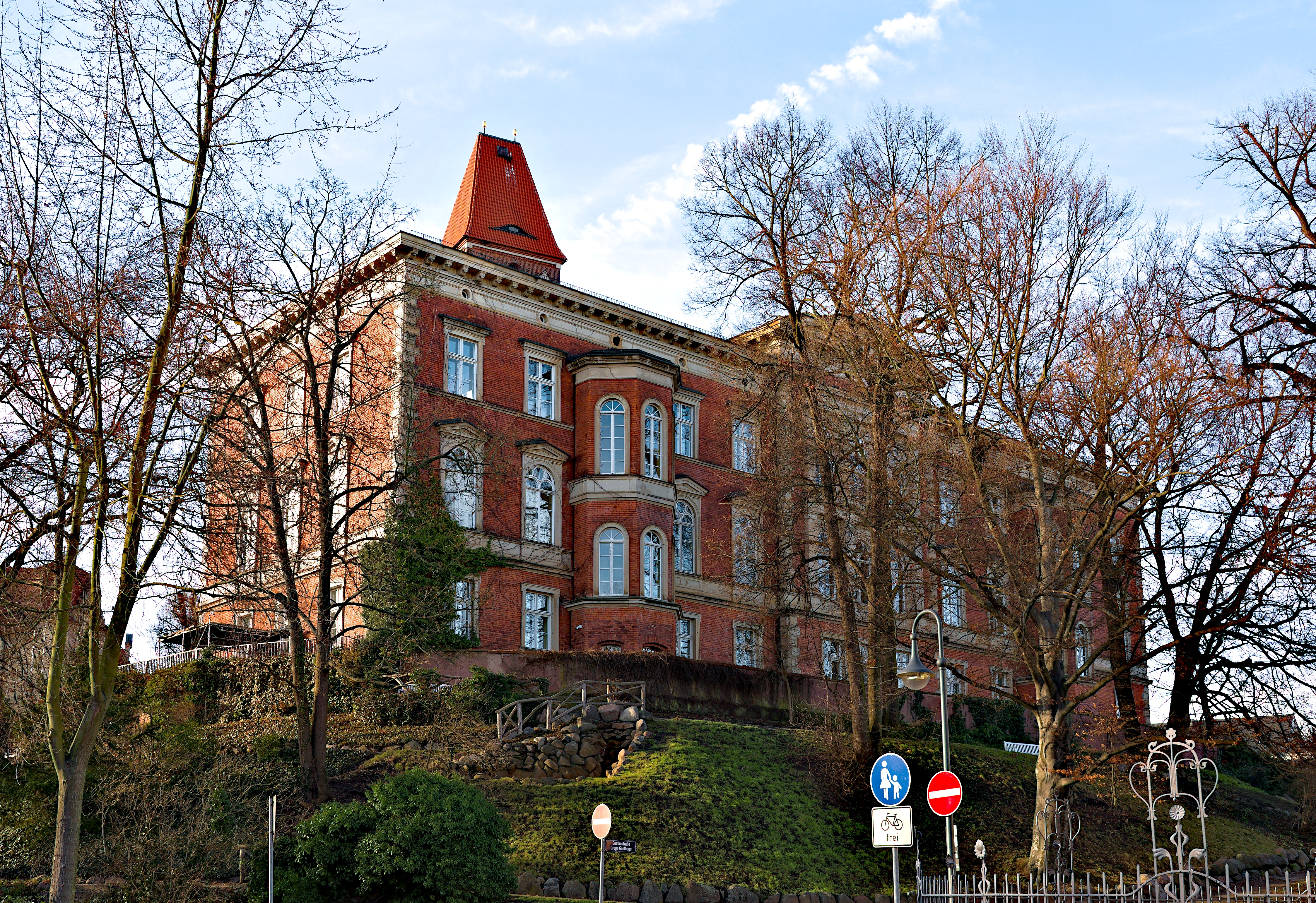
Rückseite des Gerichtsgebäudes (2020)

Das Gebäude des Cottbuser Landgerichts wurde zwischen 1874 und 1878 nach einem Entwurf des Stadtbaumeisters Frick anstelle des im Jahr 1857 abgebrannten Fürstenhauses der Herrschaft Cottbus errichtet. Der vor dem Gerichtsgebäude stehende 47 Meter hohe Schlossturm wurde entgegen der ursprünglichen Planungen nicht abgerissen.
Zu Zeiten der DDR war im Landgerichtsgebäude das Bezirks- und Kreisgericht Cottbus untergebracht. Das heutige Haus II diente als Untersuchungshaftanstalt des Ministeriums für Staatssicherheit im Bezirk Cottbus. Ein Gedenkstein erinnert seit dem 3. Dezember 1993 an die Opfer der NS- und SED-Diktatur.
Zwischen 1994 und 1997 wurde das Gebäude saniert.
Das Gerichtsgebäude ist ein dreigeschossiger Ziegelmauerwerksbau mit dreizehn Achsen an der Lang- und drei Achsen an der Schmalseite im Stil des Neorenaissance. Der Eingangsbereich liegt in einem dreiachsigen Mittelrisalit mit Dreiecksgiebel, vor dem Rundbogenportal liegt eine Freitreppe. Zwischen den Fenstern im ersten Obergeschoss liegen im Risalit korinthische Säulen. Auf der Ostseite befinden sich neben dem Risalit auf beiden Seiten halbrunde Treppentürme mit Rundbogenfenstern. Die Fassade ist an den Fenstereinfassungen mit Sandsteindekor verziert, auch die Gesimse sind mit Sandstein ausgeführt. Das Erdgeschoss und die oberen Etagen sind des Weiteren mit Gurtgesims voneinander abgesetzt, der Sockelbereich ist mit Sandsteinplatten verkleidet. Im ersten Obergeschoss sind die Fenster rundbogig und mit Giebelverdachung, die restlichen Fenster sind rechteckig und haben gerade Verdachungen. Der Drempelabschluss wird durch ein umlaufendes Gesimsband mit kleinen Rundfenstern gebildet, darüber liegt ein vorkragendes Kranzgesims.
Im Inneren des Gebäudes sind das Vestibül, die Mittelflure und das Treppenhaus mit Kappengewölbe überzogen. Die Treppen werden von korinthischen Einzelsäulen gestützt. Der Schwurgerichtssaal mit einer Deckenhöhe von sechs Metern ist repräsentativ ausgestattet mit einer Wandstruktur aus Pilastern mit verzierten Kapitellen, koloriertem Gebälk und einer farblich gefassten hölzernen Kassettendecke.